# Войцех Григорій Євтихович
Григорій Євтихович Войцех (* 1877 — † 1959) — бандурист.

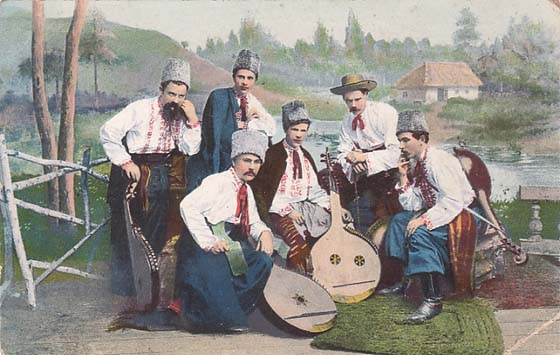
Студентська капела бандуристів (1908). На фотографії: 1. Кашуба (Кошуба) Марко Пилипович (1875—1934), 2. Копань (Копан) Георгій Якович (1890—1937) 3. Панченко Федір Петрович, (без бандури) 4) Сидить Потапенко Василь Васильович, (колишній поводир Т. Пархоменка) 5) Яценко в капелюсі (організатор капели) (1870-1935) 6) Войцех Григорій Євтихович (1877—1937)

Мешканець міста Мени, батько був сліпим кобзарем, а він був поводирем і добре знав В. Потапенка. Навчався у Потапенка та в Корнієвського. Знав багато дум та пісень, співав баритоном. Репресований в 1937 р. Помер в таборах.
В 1918 р. учасник першої капели бандуристів в Києві, а з 1923 р. учасник відродженої капели бандуристів. Репресований в 1938 р.
З листа О. С. Корнієвського до О. Ф. Нирка (від 6 квітня 1987 року), опублікованого у книзі М.Шудрі і В.Нечепи «В рокотанні-риданні бандур»:
|  | …Був колись у Мені сліпий кобзар Євтух Войцех. Він випрошував милостиню в селах зі своєю бандурою. Після його смерті лишилося дві дочки Тетяна й Олена й син Грицько; цей хлопець любив музику і був за поводиря, навіть побожився, що доки підросте, то вивчиться грати, як батько. І от коли почув він, що я роблю бандури, прийшов до мене й попросив змайструвати і йому хоч би яку. Грошей у нього не було. Сльози на очах: «Давайте я Вам щось допомагатиму». Мені жалко стало, і я заходився готувати для нього інструмент. Трохи було в мене вербової колоди, та вийшла з неї трохи вузька бандура. Я й почав його вчити грати. Він ходив до церкви і від дяка умів співати по нотах. То було, навідується до мене, як вільний, а частіше заробляє на хліб на залізничній станції. Та серед людей мало хто цікавиться музикою. А літа збігають. Я казав йому грати і співати. Так він занедбав і церкву, і ноти. Хотів швидше опанувати бандуру. Та що вдієш, незабаром сповнюється 20-й рік, а він і за партою ще не сидів. Його сестра вийшла заміж у Київ; отож, вона забрала брата до себе та віддала у школу. З часом він забув те, що й умів; співав тільки «По діброві вітер віє», отак і до старості <…> Жив у злиднях, без жінки. Його, як і мене, вхопили і повезли у Сибір... Тільки я ще живу, бодай й інвалідом, а він загинув ще 1959 року. Грицькова хата без господаря впала, й нема ні сліду |